# Dasyal, Bijapur
Dasyal là một làng thuộc tehsil Bijapur, huyện Bijapur, bang Karnataka, Ấn Độ.